# Orthonops ovalis
Espèce
Synonymes
- Nops ovalis Banks, 1898

Orthonops ovalis est une espèce d'araignées aranéomorphes de la famille des Caponiidae.

## Distribution
Cette espèce est endémique de Basse-Californie du Sud au Mexique,.

## Description
Le mâle décrit par Platnick en 1995 mesure 5,26 mm et la femelle 8,44 mm.

## Publication originale
- Banks, 1898 : Arachnida from Baja California and other parts of Mexico. Proceedings of the California Academy of Sciences, sér. 3, vol. 1, p. 205-308 (texte intégral).